# Charlie Chalmers
Charles „Charlie“ Chalmers (* Memphis, Tennessee) ist ein amerikanischer Saxophonist, Backgroundsänger, Session-Musiker, Songschreiber und Produzent.

## Werdegang
Seine ersten musikalischen Erfahrungen sammelte er in der Marching Band seiner High School. Schon im Alter von 19 Jahren war er mit Jerry Lee Lewis auf Tournee. Bald baute er sich seinen Ruf in Memphis als gefühlvoller Saxophonist auf. Als Sessionmusiker begann er bei Bill Black, dem Bassisten von Elvis Presley. Sein guter Ruf verbreitete sich rasch und er wurde oft gerufen, wenn ein Saxophonist gebraucht wurde. So spielte und sang er bei Willie Mitchell (Soul Serenade), Al Green (Let’s Stay Together) und Wilson Pickett (Land of 1000 Dances, Mustang Sally).
Bei der Session mit Wilson Pickett lernte er Jerry Wexler und Tom Dowd kennen, mit diesen beiden Produzenten machte er viele Aufnahmen für Atlantic Records. So schrieb Chalmers die meisten Bläserarrengements bei den Aufnahmen mit Aretha Franklin, bei denen er auch Saxophon spielte. Auch Rick Hall von den FAME Studios beeinflusste seine Karriere wesentlich. So spielte er für Etta James, Clarence Carter, The Osmonds (Donnie and Marie), Paul Anka, Doby Gray, Mac Davis, Andy Williams und Wayne Newton. Rick Hall produzierte auch ein Album für Chalmers (Sax and the Single Girl, Chess Records).
Nach den Aufnahmen mit Paul Anka fragte dieser ihn, ob er bei ein paar Auftritten für ihn spielen will. Aus diesen paar Auftritten wurden drei Jahre im Caesars Palace in Las Vegas. Chalmers richtete dort auch ein Studio ein. Eine Session mit Frank Sinatra fand dort statt, bei der Chalmers Backgroundsänger war, was für ihn, wie er sagte, eine große Ehre war.
Nach einigen Jahren in Las Vegas ging er nach Miami, wo er mit Künstlern wie Andy Gibb, The Bee Gees, Fire Fall, Harry Chapin, John Mellencamp und KC and the Sunshine Band arbeitete. 1989 baute er sein eigenes Studio in Branson, wo er heute noch arbeitet und lebt.

## Erfolgreiche Songs von Charlie Chalmers
- Conway Twitty: The Clown
- Isaac Hayes: One Woman, One Big Unhappy Family
- Oak Ridge Boys: Alice Is in Wonderland
- Al Green: One Woman
- The Staple Singers: City in the Sky
- Boz Scaggs: Look What I Got
- Etta James: It Hurts Me So Much

## Künstler, die mit Charlie Chelmers arbeiteten (Auswahl)
- Widespread Panic
- Aretha Franklin
- Al Green
- Wilson Pickett
- Etta James
- Liza Minnelli
- Tony Joe White
- Jerry Lee Lewis
- Paul Anka
- Mel Tillis
- T. G. Sheppard
- Mac Davis
- The Bill Black Combo
- Janie Fricke
- Ann Peebles
- Andy Williams
- Andy Gibb
- Melissa Manchester
- The Bee Gees
- Dusty Springfield
- Joe Tex
- Delbert McClinton
- Booker T. & the M.G.’s
- John Cougar Mellencamp